# 漫宝
漫寶是2017年台灣漫畫家MORIKU（墨里可）為第十八屆漫畫博覽會設計的吉祥物，是一隻拿畫筆的樹懶。MORIKU為同人誌出身的台灣的漫畫家、自由設計師。漫寶是漫畫博覽會吉祥物，也是中華動漫出版同業協進會形象大使，設計理念源自悠閒看漫畫的漫畫迷和漫畫家。